# Tuo per sempre
Tuo per sempre (College) è un film muto del 1927 interpretato da Buster Keaton che, non accreditato, lo ha anche diretto insieme a James W. Horne.
Il film, prodotto da Joseph M. Schenck e girato al Los Angeles City College, fu distribuito dalla United Artists e uscì nelle sale il 10 settembre 1927.

## Trama
Tuo per sempre è una rocambolesca storia d'amore. Buster Keaton veste i panni dello studente "secchione" innamorato della bella di turno. Attraverso improbabili imprese sportive, tutte con lo stesso disastroso epilogo, cercherà di conquistare il cuore della ragazza e di far fuori ex fidanzati sbruffoni e invadenti. Ci riuscirà.

## Critica
Nella scena del barman improvvisato, volendo imitare il barman esperto ed abile che vede fare un'operazione funambolica per buttare un uovo in un bicchiere nel corso della preparazione di un drink, Buster manca il suo in modo maldestro e, prendendo un altro bicchiere lo manca di nuovo, centrando però il primo che intanto aveva posato sul bancone. Partendo da questa gag-immagine, tipica nelle mosse «di comici quali Chaplin o Keaton», dove «i gags più virtuosistici sono quelli del rapporto con un oggetto o con una serie di oggetti (...)» , Jean-Paul Lebel ha scritto «Ancora una volta l'apparente goffaggine di Keaton è risolta ad un livello superiore e, superando l'imitazione, gli permette di inventare forme nuove».